# Brennåsen
Brennåsen är en tidigare tätort i Kristiansands kommun i Agder fylke i södra Norge. Orten ligger där fylkesväg 439 möter fylkesväg 461 och fylkesväg 4234, vid sidan av Europaväg 39, väster om staden Kristiansand.
2020 blev bebyggelsen i orten räknad som en del av tätorten Nodeland-Brennåsen.
Tidigare har orten tillhört dåvarande Greipstads kommun, därefter dåvarade Songdalens kommun.